# Cheikh almohade
Le cheikh almohade est un titre, puis une fonction officielle instituée par Abd al-Mumin après la conquête de Marrakech en 1147. L'honneur de porter ce titre était réservé aux membres du Conseil des Dix et des Cinquante, dans les premiers temps du mouvement almohade. Lors de l'édification de l'Empire, notamment d'un point de vue territorial, le cheikh almohade devient une fonction de premier importance dans l'Empire d'Abd al-Mumin. Aux premières tribus fondatrices de l'Empire, le calife ajoute parmi les cheikh des membres de sa propre tribu : les (Kumya d'Oranie) et mais également d'autres tribus de l'Empire. Les personnes portant ce titre exerçaient les plus hautes charges, notamment dans la direction militaire ou le gouvernorat des régions conquises. L'Empire almohade voit alors une titulature originale se développer les cheikh, les sayyid, les talabas et les hafiz. Le conseil des cheikh almohade semble supplanter les deux instances de direction mise en place par Ibn Toumert, aux premiers temps du mouvement à savoir le Conseil des Dix et Cinquante.
La majorité des cheikh almohades provenaient de la tribu des Hintata et des Ahl Tinmel, sur lesquels Abd al-Mumin avait pris l'habitude de s'appuyer. En effet, les membres les plus nombreux et influents étaient les descendants du Conseil des Dix et Cinquante. Parmi les cheikh apparaissent ensuite des personnes n'appartenant pas aux tribus fondatrice du mouvement almohade : les Koumia, ainsi que des tribus arabes,. Néanmoins, malgré cette incorporation, les chefs masmoudas parmi les cheikhs almohades sont restés les chefs politiques et commandants militaires les plus importants de l'empire pour un siècle ou plus.
Le cheikh devient une fonction officielle après la prise de Marrakesh. Leur première fonction est alors consultative. Ils sont ensuite envoyé dans les provinces de l'Empire, comme conseillers des fils d'Abd al-Mumin, les sayyid, qui occupent les fonctions de gouverneurs (wali).
Les cheikh almohades constitueront un grave problème au pouvoir almohade, créant un véritable pouvoir parallèle à celui des califes. En effet, avec le déclin du pouvoir des califes almohades, les cheikh almohades se transformeront en une sorte de clan ou de caste à la tutelle insupportable pour les califes, notamment sous Abu al-Ala Idris al-Mamun.